# Selene dorsalis
Selene dorsalis är en fiskart som först beskrevs av Gill, 1863.  Selene dorsalis ingår i släktet Selene och familjen taggmakrillfiskar. Inga underarter finns listade i Catalogue of Life.